# La lista del killer
La lista del killer (Feniks), edito la prima volta in Italia (da Piemme, 2000) col titolo Doppio colpo, è un romanzo di genere thriller scritto nel 1996 dall'autore sudafricano Deon Meyer.

## Trama
Il detective della polizia di Bellville Mat Joubert non è più lo stesso dopo l'incidente. A repentaglio infatti non è solo la sua carriera, ma anche la sua salute fisica e psichica. La sua vita è in pezzi, è sovrappeso e perfino con manie suicide. Ma dopo la tragica morte della moglie Lara, avvenuta mentre era in servizio, risulta impossibile cancellare le indelebili cicatrici con cui ogni poliziotto, bene o male, è costretto a vivere.
Intanto, in ufficio arriva un nuovo capo, Bart De Wit, amante della perfezione e insaziabile progettista. Non impiega molto per far capire i suoi propositi: riformare l'intero distretto di polizia. Impone a tutti gli agenti uno stile di vita sano, un costume alimentare equilibrato, un'attività fisica costante e sedute periodiche da una specializzata psicologa. Mat, lontano mille miglia da una simile concezione del suo lavoro, disdegna subito la decisione del capo, ma si renderà conto che tale strumento sarà per lui come un'ancora di salvezza, che lo spingerà ad affrontare le ombre del suo passato.
A distogliere Mat dalla nuova routine, saranno tuttavia un caso di rapina e di omicidio, su cui si troverà ad indagare a fondo.